# Ланы (Кировоградская область)
Ланы (укр. Лани) — село в Петровской поселковой общине Александрийского района Кировоградской области Украины.
До 2020 года входило в Петровский район
Население по переписи 2001 года составляло 20 человек. Почтовый индекс — 28323. Телефонный код — 5237. Код КОАТУУ — 3524984804.